# 2016年夏季殘疾人奧林匹克運動會帆船比賽
2016年夏季帕拉林匹克運動會的帆船比賽在9月12日至17日於格洛里亞碼頭舉行。本項目為男女混合比賽，共產生3面金牌。

## 比賽分級
帆船比賽的運動員由於有不同程度及類型的殘障，包括神經系統病變、視覺障礙、截肢或腦癱等，因此委員會按照他們的殘障程度及類型分為7級，數字愈低代表殘障程度愈高：
- 運動組別1：運動員主要為四肢癱瘓，或是進行雙臂從肩膀以下截肢。
- 運動組別2：運動員主要進行雙臂肘上截肢，或是單臂肘上及單臂肘下截肢。
- 運動組別3：運動員主要進行單腿膝上截肢及單臂肘上截肢、或是雙臂肘下截肢。此外擁有視覺殘障B1級亦在此組別。
- 運動組別4：運動員主要進行單臂從肩膀以下截肢、或是雙腿膝上截肢、或是雙腿膝下截肢且沒有安裝義肢、或是單腿膝上截肢及單腿膝下截肢且沒有安裝義肢。
- 運動組別5：運動員主要進行單臂肘上截肢、或是單腿膝上截肢及單腿膝下截肢且有安裝義肢。此外擁有視覺殘障B2級亦在此組別。
- 運動組別6：運動員主要進行雙腿膝下截肢且有安裝義肢、或是單臂肘下截肢。
- 運動組別7：運動員主要進行單腿膝上截肢、單腿膝下截肢且沒有安裝義肢（不包括賽姆氏截肢）。此外擁有視覺殘障B3級亦在此組別。

所有參加殘奧會帆船比賽的運動員都必須達到最低要求（即是運動組別7），而不同的項目亦有不同的要求：
- 一人帆船（2.4mR級）：每位運動員只需要達到最低要求（運動組別7）。
- 二人帆船（SKUD18級）：必須由1名TPA級及1名TPB級的運動員組成，其中1名必須為女性。TPA級包括運動組別1及2的運動員，而TPB級則只需要符合最低的殘障要求，即組別7。
- 三人帆船（索納級）：三位運動員的運動組別數字總和不能多於14[1]。

## 比賽規則
- 殘疾人奧林匹克運動會帆船比賽為男女混合比賽。比賽場地為海上，運動員需要於指定地點開始航行，並繞過不同浮標，以最快的速度到達終點。
- 路線及比賽場次可能會受到當時的天氣影響而更改、縮短、延遲甚至取消。
- 比賽的計分十分簡單，首名通過終點獲得1分，第2名獲得2分，如此類推。最後將所有分數的總和減去成績最差的場次，分數最低的就是勝出者。
- 詳細比賽規則可以參閱ISAF的規則[2]。

## 參賽資格
每個國家最多只能在每個項目派出1支隊伍，共6位運動員。運動員必須於2014年1月1日至2016年6月30日參加任何一項由國際帆船總會認可的比賽，以及獲得「確認」或「複審」（複審日期為2016年12月31日之後）的分級認證。
| 資格賽                       | 出線資格 | 名額     | 單人 2.4mR級 | 雙人 SKUD18級 | 三人 索納級 | 備註 |
| ---------------------------- | -------- | -------- | ------------ | ------------- | ----------- | --- |
| 主辦國                       | 不適用   | 3（6）   | 1（1）       | 1（2）        | 1（3）      | 主辦國自動獲得參賽名額。 如果主辦國於下列比賽獲得參賽名額，該名額將順延至下一順位。                                 |
| 2014年IFDS殘障帆船世界錦標賽 | 前8名    | 20（39） | 8（8）       | 不適用        | 不適用      | 未使用的名額將會分配給2015年IFDS殘障帆船世界錦標賽。                                                                |
| 2014年IFDS殘障帆船世界錦標賽 | 前5名    | 20（39） | 不適用       | 5（10）       | 不適用      | 未使用的名額將會分配給2015年IFDS殘障帆船世界錦標賽。                                                                |
| 2014年IFDS殘障帆船世界錦標賽 | 前7名    | 20（39） | 不適用       | 不適用        | 7（21）     | 未使用的名額將會分配給2015年IFDS殘障帆船世界錦標賽。                                                                |
| 2015年IFDS殘障帆船世界錦標賽 | 前7名    | 18（35） | 7（7）       | 不適用        | 不適用      | 未使用的名額將會分配給2014年IFDS殘障帆船世界錦標賽；如2項比賽都沒有舉行，將會按照截至2015年12月31日的世界排名分配。 |
| 2015年IFDS殘障帆船世界錦標賽 | 前5名    | 18（35） | 不適用       | 5（10）       | 不適用      | 未使用的名額將會分配給2014年IFDS殘障帆船世界錦標賽；如2項比賽都沒有舉行，將會按照截至2015年12月31日的世界排名分配。 |
| 2015年IFDS殘障帆船世界錦標賽 | 前6名    | 18（35） | 不適用       | 不適用        | 6（18）     | 未使用的名額將會分配給2014年IFDS殘障帆船世界錦標賽；如2項比賽都沒有舉行，將會按照截至2015年12月31日的世界排名分配。 |

| 比賽項目                                                              | 單人帆船 （2.4mR級）                                     | 雙人帆船 （SKUD18級）                  | 三人帆船 （索納級）                             |
| --------------------------------------------------------------------- | -------------------------------------------------------- | -------------------------------------- | ----------------------------------------------- |
| 主辦國 · 2009年10月2日 · 丹麦哥本哈根                                 | 巴西                                                     | 巴西                                   | 巴西                                            |
| 2014年IFDS殘障帆船世界錦標賽 · 2014年8月15日至24日 · 加拿大哈利法克斯 | · 加拿大 · 芬兰 · 法国 · 德国 · 英国 · 挪威 · 美国       | · 加拿大 · 英国 · 意大利 · 美国 ·      | · 加拿大 · 希腊 · 法国 · 德国 · 英国 · 挪威 ·   |
| 2015年IFDS殘障帆船世界錦標賽 · 2015年11月24日至12月3日 · 墨爾本       | 奥地利 · 意大利 · 捷克 · 瑞典 · 西班牙 · 阿根廷 · 新西兰 | 荷兰 · 波兰 · 西班牙 · 新西兰 · 新加坡 | 美国 · 以色列 · 爱尔兰 · 意大利 · 西班牙 · 日本 |
| 41艘帆船、80名運動員                                                  | 16艘帆船、16名運動員                                     | 11艘帆船、22名運動員                   | 14艘帆船、42名運動員                            |

## 時間表
| ● | 預賽 | ● | 決賽 |

| 9月      | 7日 週三 | 8日 週四 | 9日 週五 | 10日 週六 | 11日 週日 | 12日 週一 | 13日 週二 | 14日 週三 | 15日 週四 | 16日 週五 | 17日 週六 | 18日 週日 |
| -------- | -------- | -------- | -------- | --------- | --------- | --------- | --------- | --------- | --------- | --------- | --------- | --------- |
| 單人帆船 |          |          |          |           |           | ●         | ●         | ●         | ●         | ●         | ●         |           |
| 雙人帆船 |          |          |          |           |           | ●         | ●         | ●         | ●         | ●         | ●         |           |
| 三人帆船 |          |          |          |           |           | ●         | ●         | ●         | ●         | ●         | ●         |           |

## 獎牌得主
| 項目          | 金牌                                                | 银牌                                                    | 铜牌                                                  |
| 單人 （詳細） | Damien Seguin · 法国（FRA）                         | 马修·巴格 · （AUS）                                     | 海伦娜·卢卡斯 · 英国（GBR）                           |
| 雙人 （詳細） | （AUS） · 丹尼尔·菲茨吉本 · Liesl Tesch             | 加拿大（CAN） · 约翰·斯科特·麦克罗伯茨 · Jackie Gay     | 英国（GBR） · Alexandra Rickham · 尼基·比勒尔         |
| 三人 （詳細） | （AUS） · 科林·哈里森 · 拉塞尔·博登 · 乔纳森·哈里斯 | 美国（USA） · 里克·多尔 · 休·弗罗因德 · 布拉德利·肯德尔 | 加拿大（CAN） · 保罗·廷利 · 洛根·坎贝尔 · 斯科特·卢茨 |

## 獎牌榜
| 排名 | 国家／地区 | 金牌 | 银牌 | 铜牌 | 總數 |
| ---- | ---------- | ---- | ---- | ---- | ---- |
| 1    |            | 2    | 1    | 0    | 3    |
| 2    | 法国       | 1    | 0    | 0    | 1    |
| 3    | 加拿大     | 0    | 1    | 1    | 2    |
| 4    | 美国       | 0    | 1    | 0    | 1    |
| 5    | 英国       | 0    | 0    | 2    | 2    |
| 總數 | 總數       | 3    | 3    | 3    | 9    |

## 外部連結
- 官方网站（葡萄牙文）（英文）（西班牙文）（法文）
- 國際帆船聯會（页面存档备份，存于）（英文）